# Siarka popiołowa
Siarka popiołowa – siarka zawarta w popiele otrzymywanym w wyniku spalania węgla lub koksu. Pojęcie to jest używane do oceny własności popiołu, składu żużlu i do obliczania zawartości siarki palnej w paliwach.